# Lenindenkmal (Gelsenkirchen)

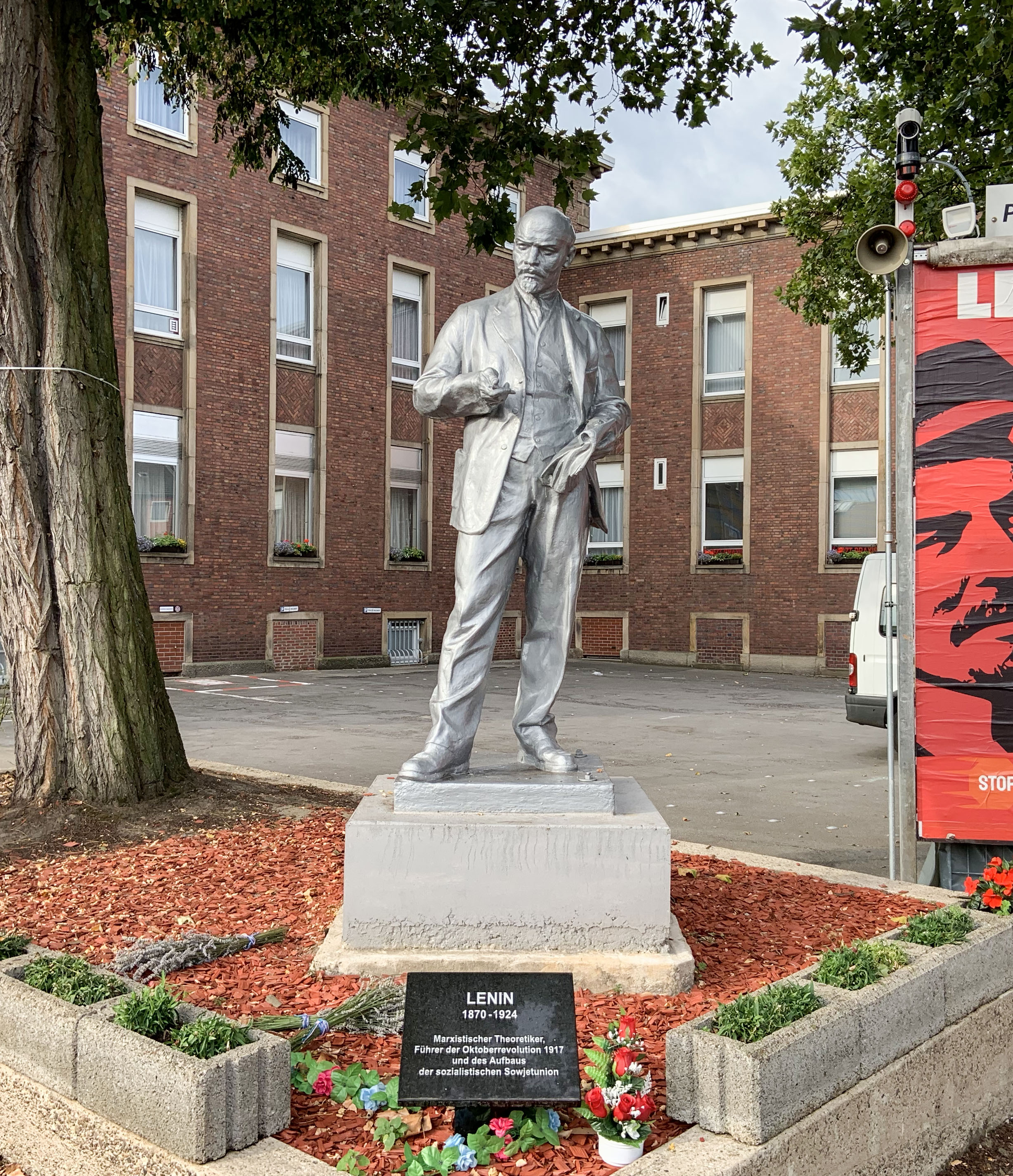
Lenindenkmal vor der MLPD-Parteizentrale

Das Denkmal für Wladimir Lenin befindet sich auf dem Gelände der Bundeszentrale der Marxistisch-Leninistischen Partei Deutschlands (MLPD) in  Gelsenkirchen-Horst. Der Einweihung am 20. Juni 2020 war eine mehrmonatige Diskussion vorausgegangen, ob die Aufstellung zeitgemäß sei.

## Geschichte
Die Metallguss-Statue erhielt einen Platz vor der Bundeszentrale der Marxistisch-Leninistischen Partei Deutschlands (MLPD). Die etwa zwei Meter hohe Figur sei 1957 in der Tschechoslowakei entstanden.
Die Stadtverwaltung Gelsenkirchen hatte gegen die Aufstellung des Denkmals protestiert und wollte das Vorhaben durch eine denkmalrechtliche Ordnungsverfügung unterbinden, diese wurde für sofort vollziehbar erklärt. Die MLPD ging gerichtlich mit einem Eilantrag und einer Anfechtungsklage gegen diese Ordnungsverfügung vor. Sowohl das Verwaltungsgericht Gelsenkirchen als auch das Oberverwaltungsgericht Münster sahen ein überwiegendes Aussetzungsinteresse hinsichtlich der sofortigen Vollziehung der angegriffenen Ordnungsverfügung und gaben dem Eilantrag daher statt.
Das Lenindenkmal befindet sich auf einem Grundstück, das Eigentum der Partei ist.
Die Stadt hat im Schloss Horst, direkt gegenüber der MLPD-Parteizentrale, einen Tag vor der Denkmalenthüllung die Ausstellung Der Kommunismus in seinem Zeitalter eröffnet. Sie will damit über den Kommunismus aufklären und dessen Ideologie aufarbeiten. Außerdem gibt es das digitale Videoprojekt #keinplatzfuerlenin.
Im August 2022 wurde aus Anlass des 40-jährigen Bestehens der Partei auch für Karl Marx eine Statue aufgestellt.